# Никишин, Александр Николаевич
Александр Николаевич Никишин (род. 8 марта 1958 года) — командир отряда специального назначения «Витязь» Внутренних войск Министерства внутренних дел Российской Федерации, полковник, Герой Российской Федерации.

## Биография
Родился 8 марта 1958 года в селе Илек Оренбургской области в семье военнослужащего. Русский. Вскоре семья переехала в город Оренбург. Окончил среднюю школу.
Во Внутренних войсках МВД СССР с 1975 года. В 1979 году окончил Саратовское высшее военное командное училище Внутренних войск МВД. Служил в Москве, в Отдельной мотострелковой дивизии особого назначения Внутренних войск имени Ф. Э. Дзержинского. Командовал учебным взводом, ротой и батальоном в войсковой части № 3419. В 1992 году окончил Военную Академию имени М. В. Фрунзе. По её окончании направлен в отряд специального назначения Внутренних войск МВД «Витязь» на должность заместителя командира. В мае-июле 1993 года в составе своего подразделения выполнял задачи по блокированию осетино-ингушской границы. 3 октября 1993 года, во время октябрьских событий в Москве, принимал участие в столкновениях на территории телецентра «Останкино». В апреле 1994 года назначен командиром отряда, сменив на этой должности полковника Сергея Лысюка, исполнял обязанности командира до июля 1996 года. Принимал непосредственное участие в боевых действиях почти во всех горячих точках страны, совершил несколько командировок на первую чеченскую войну. Тогда «Витязи» нанесли врагу большие потери под Хасавьюртом, Ищерской, Алпатовом.
В январе 1996 года возглавил большую группу личного состава «Витязя», переброшенную в район села Первомайское, где была заблокирована банда С. Радуева после неудачного бандитского налета на город Кизляр. В село прорвалось несколько штурмовых групп отряда, одну из которых возглавил лично командир. Было уничтожено боевое охранение противника, спасено и выведено из села несколько десятков заложников из числа мирных жителей. Командование было обеспечено разведданными о численности и обороне противника, бандитам нанесены значительные потери в живой силе.
Указом Президента Российской Федерации № 689 от 12 мая 1996 года за мужество и героизм, проявленные при выполнении специального задания полковнику Никишину Александру Николаевичу присвоено звание Героя Российской Федерации с вручением медали «Золотая Звезда».
В июле 1996 года переведен на службу в Управление по чрезвычайным ситуациям Главного командования внутренних войск.
В настоящее время уволился в запас в звании полковника. В гражданской жизни занимается предпринимательской деятельностью. А. Н. Никишин — активный участник общественных ветеранских организаций бывших военнослужащих, в том числе Ассоциации ветеранов подразделений специального назначения «Русь».
Награждён орденами Мужества, «За личное мужество», медалями.